# Piccolo museo navale
Il Piccolo museo navale o Piccolo museo navale delle tragedie sui mari (in lingua tedesca: Das kleine Schiffsmuseum "Tragödie zur See") è stato un museo navale attivo dagli anni 1980 al 2002 a Laives. Ospitava la più grande raccolta in Europa di modelli in grande scala (da 1:20 a 1:80) di navi da guerra del XX secolo, che erano state affondate tragicamente.

## Storia
Il fondatore del museo, Alois Clementi, fin dal 1962 aveva cominciato a costruire modelli in grande scala (dapprima 1:80, poi 1:60) di navi da guerra affondate. Dal 1975 cominciò la costruzione di modelli ancora più grandi, in grado di ospitare da una a tre persone, ed equipaggiati con motori in modo da poter navigare.
I modelli vennero esposti in molte città europee, ed i modelli dinamici vennero fatti navigare sul Canal Grande a Venezia e sull'Arno a Firenze.
Questi modelli raccolti in uno spazio ricavato nel maso dello stesso Clementi alle porte di Laives andarono a formare il nucleo del museo, cui poi si aggiunsero i dipinti del pittore olandese Jan Toetenel, anch'essi a tema storico navale.
Nel 2002 Clementi decise di chiudere il museo per motivi di salute. I modelli vennero offerti alle amministrazioni di alcuni comuni altoatesini che si affacciano su laghi: Caldaro sulla Strada del Vino, Appiano sulla Strada del Vino e Curon Venosta; nessuno tuttavia rispose positivamente. Fu il Museo storico italiano della guerra di Rovereto ad acquistarli.

## Modelli
| Nave                | Scala |
| ------------------- | ----- |
| Tirpitz             | 1:80  |
| Roma                | 1:80  |
| Nelson              | 1:80  |
| Scharnhorst         | 1:80  |
| HMS Prince of Wales | 1:60  |
| Prinz Eugen         | 1:60  |
| Musashi             | 1:60  |
| Bismarck            | 1:30  |
| SMS Viribus Unitis  | 1:20  |
| HMS Hood            | 1:30  |
| Yamato              | 1:26  |